# Los Pájaros Sierra
Los Pájaros Sierra (también conocidos como Pájaros de la Sierra) es una organización criminal escindida del Cártel de Jalisco Nueva Generación (CJNG), la cual tenía presencia entre los estados de Jalisco y Michoacán. Esta organización a pesar de su reducido tamaño, fue protagonista de una cruenta disputa territorial, recrudecida gracias a una masacre registrada el 27 de febrero en San José de Gracia, Michoacán, donde 17 supuestos miembros del CJNG fueron asesinados.

## Formación
Este cártel nació como una célula más perteneciente al Cártel de Jalisco Nueva Generación (CJNG), actuando mayoritariamente en los límites entre los estados de Jalisco y Michoacán. Uno de sus primeros líderes fue apodado "El Paya" el cual manejaba la organización desde el municipio de Tizapán el Alto. Otro líder relevante del grupo es Ernesto Mascorro alías “El Chaparro”
La cercanía de los Pájaros Sierra llegó a ser plasmada incluso en algunos narcocorridos. Posiblemente el líder más importante de la organización fue Abel “N” conocido como “El Toro”, “El Viejón”, o “Sierra 8″, señalado de ser el responsable de la ofensiva contra el CJNG, y el autor intelectual de la masacre ocurrida en San José de Gracia. La intensificación del conflicto contra el CJNG ha tenido como consecuencia inmediata el aumento de los homicidios en los municipios colindantes con el estado de Michoacán.

## Masacre de San José de Gracia
Uno de los hechos más mediáticos (y el cual los puso en el ojo público) fue una masacre ocurrida el 27 de febrero del 2022, ocurriendo en la cabecera del municipio de San José de Gracia, Michoacán, cuando cerca de 40 hombres armados descendieron de varios vehículos, dirigiéndose a un velorio. Los atacantes separaron a cerca de 17 sujetos, los cuales fueron acribillados afuera del inmueble donde se ofrecía el funeral. Después de disparar contra las víctimas, los atacantes se dispusieron a llevarse los cuerpos y limpiar parcialmente la escena del crimen.
Más tarde se confirmó que los fallecidos eran miembros del CJNG, y entre fallecidos se encuentra Alejandro “N”, alias ‘El Pelón’, líder de una célula regional del cártel. El móvil de la masacre según investigaciones sería la supuesta traición por parte de los Pájaros Sierra al Cártel Jalisco Nueva Generación Incluso desde días antes "El Pelón" había sido amenazado para no acercarse a dicha localidad.
El ataque es visto por periodistas y analistas como una muestra de lo sangriento que pueden llegar a ser las luchas internas entre el CJNG y otros grupos menores, así como la poca confianza entre la población y las autoridades ya que las llamadas de auxilio se reportaron tres horas después del ataque. También especialistas observan como grupúsculos delincuenciales actúan de manera violenta e impune en su lucha contra cárteles hegemónicos, y también la poca respuesta de los cuerpos policiales locales y su incapacidad para enfrentar a estas organizaciones.

### Otros incidentes
No fue hasta el 1 de mayo cuando miembros de los Pájaros Sierra y el CJNG se enfrentaron en la cabecera municipal de Mazamitla, la cual dejó como saldo de 3 muertos, y varios turistas registraron los enfrentamientos. Quince días después se registró otro enfrentamiento en dicho municipio que dejó como saldo dos muertos. No fue hasta el 28 de abril del mismo año, cuando 13 miembros de los Pájaros Sierra fueron arrestados en múltiples operativos en los municipios de Santa María del Oro, La Manzanilla de la Paz y Mazamitla, esto en conexión con la masacre. Los arrestos siguieron en las semanas siguientes, acumulando más de 20 detenidos.
No fue hasta el 17 de noviembre del mismo año, un enfrentamiento entre sicarios de los Pájaros Sierra dejó como saldo 5 criminales abatidos y dos heridos, esto en los municipios michoacanos de Jiquilpan y Marcos Castellanos.
Tres días antes, fuerzas federales detuvieron a tres sujetos en el municipio de Aguililla en Michoacán.